# Geordie Shore/Staffel 10
Die Staffel 10 von Geordie Shore fand in Newcastle upon Tyne statt und wurde am 7. April 2015 erstmals ausgestrahlt. Nach dem Ausstieg des „Urgesteins“ Vicky, erweitern die beiden neuen Bewohner Chloe und Nathan den Cast. 
| Cast members | Series 10 | Series 10 | Series 10 | Series 10 | Series 10 | Series 10 | Series 10 | Series 10 |
| Cast members | 1         | 2         | 3         | 4         | 5         | 6         | 7         | 8         |
| Aaron        |           |           |           |           |           |           |           |           |
| Charlotte    |           |           |           |           |           |           |           |           |
| Chloe        |           |           |           |           |           |           |           |           |
| Gaz          |           |           |           |           |           |           |           |           |
| Holly        |           |           |           |           |           |           |           |           |
| James        |           |           |           |           |           |           |           |           |
| Kyle         |           |           |           |           |           |           |           |           |
| Marnie       |           |           |           |           |           |           |           |           |
| Nathan       |           |           |           |           |           |           |           |           |
| Scott        |           |           |           |           |           |           |           |           |
| ------------ | --------- | --------- | --------- | --------- | --------- | --------- | --------- | --------- |

Legende
| No. in Serie | No. in Staffel | Erstausstrahlung (UK) | Dauer   | Einschaltquoten (UK) | Zusammenfassung |
| 71           | 1              | 7. April 2015         | 45 Min. | 839.000              | Hurra! Unsere liebsten Party-Löwen sind zurück! Als Charlotte von einem Pakt zwischen Gaz und Aaron erfährt, schmiedet sie einen Plan. Aber wer zieht dabei den Kürzeren? James hat Zweifel, was seinen Aufenthalt im Haus angeht.             |
| 72           | 2              | 14. April 2015        | 45 Min. | 861.000              | Es kommt zu Veränderungen im Haus, als James eine überraschende Ankündigung macht und zwei neue Bewohner ankommen. Aber die erste Partynacht der Neuen wird ruiniert, als ein heftiger Streit zwischen Charlotte, Marnie und Holly entfacht.   |
| 73           | 3              | 21. April 2015        | 45 Min. | 946.000              | Nach einem Streit haben sich Holly, Kyle und Charlotte aus dem Staub gemacht. Werden sich alle wieder vertragen? Haben Holly und Kyle Gefühle füreinander? Ein schockierendes Geständnis von Gaz bricht Charlotte endgültig das Herz.          |
| 74           | 4              | 28. April 2015        | 45 Min. | 858.000              | Es ist der Tag, vor dem Charlotte sich gefürchtet hat – Gaz stellt allen seine neue Flamme vor. Wird Charlotte ausflippen, oder kann sie sich zusammenreißen? Währenddessen fällt es Marnie und Aaron immer schwerer, einander zu widerstehen. |
| 75           | 5              | 5. Mai 2015           | 45 Min. | 845.000              | Die Geordies freuen sich, denn ihr nächster Job soll im Ausland stattfinden! Leider stellt sich heraus, dass das Ziel ein Campingplatz in Wales ist. Marnie redet Klartext mit Aaron, und beide landen schließlich zusammen im Bett.           |
| 76           | 6              | 12. Mai 2015          | 45 Min. | 857.000              | Hamburg erlebt seine erste Knutsch-Tour, aber sind die Hamburger auch bereit für den Zoff zwischen Marnie und Aaron? Holly zerbricht sich den Kopf über ihr Verhältnis zu Kyle, und Chloe und Nathan kommen sich näher.                        |
| 77           | 7              | 19. Mai 2015          | 45 Min. | 1.004.000            | Nach einer Partynacht gibt es Zoff im ‚Geordie Shore‘-Haus, und Chloe lernt Psycho-Charlotte kennen. Holly kehrt ins Haus zurück und erfährt, warum Kyle keine feste Beziehung mit ihr will. Ist jetzt alles aus zwischen den beiden?          |
| 78           | 8              | 6. Mai 2015           | 45 Min. | 986.000              | Scotty T ist wieder da und lädt die ganze Truppe zu einem waghalsigen Abenteuer ein. Holly will wissen, wie Kyle sich entschieden hat: Wird ihre Vergangenheit ihre Zukunft zerstören, oder wird sich Kyle trotz allem für sie entscheiden?    |